# 楊景素
楊景素（1711年—1779年），字樸園，江南甘泉人，清朝官員。提督楊捷之曾孫，父親楊鑄原為古北口總兵官，酷拷披甲五哥致死、誑奏自縊。應照奏事不實律革職。

## 生平
楊景素捐縣丞，乾隆三年，補直隸蠡縣縣丞，歷任交河知縣、清苑知縣、磁州知州、天津知府、保定知府、清河道、福建糧驛道，乾隆18年任福建汀漳龍道。乾隆23年任台灣道，乾隆25年回任福建汀漳龍道，乾隆32年任河南按察使，乾隆35年任甘肅布政使，乾隆36年任直隸布政使，乾隆39年陞山東巡抚兼提督銜，坐兵部侍郎、右副都御史銜，乾隆41年署理山東學政。乾隆42年任兩廣總督，坐兵部尚書、右都御史銜。乾隆43年改閩浙總督，乾隆44年直隸總督等官職，乾隆44年加太子太保。乾隆四十四年七月十日，楊景素奏報正定鎮革職書辦錢榮祿書寫匿名揭帖一案，乾隆四十五年，楊景素死後，兩廣總督巴延三奏楊景素操守不謹，並發官兵得贓縱盜狀。楊景素被抄家，愛新覺羅弘曆得銀廿餘萬兩，三四年後愛新覺羅弘曆認為：「楊景素久歷外任，貪黷營私，其原籍貲財必不僅有此數。」又再對其家屬抄家一次。
兩江總督薩載勘有河隄城垣工程，罰景素家屬承修。福康安又奏景素在兩廣婪索商捐六萬餘，責楊景素子楊炤限年繳還。乾隆五十四年，以福建吏治廢弛，追咎楊景素，戍楊炤伊犂。乾隆五十九年，釋回。
1763年任台灣道任內，嚴加禁止漢人越界侵擾平埔族，除此，並奏請准，對其轄內平埔族眾，鼓勵改姓漢化。他任內共對平埔族賜了潘、陳、 劉、戴、李、王、錢、斛、蠻、林、黃、江、張、穆、莊、鄂、來、印、力、鍾、蕭、盧、 楊、朱、趙、孫、金、賴、羅、余、米、葉、衛與吳姓。
1777年2月25日－1778年3月19日期間，歷任各官職的楊景素奉旨接替楊廷璋擔任兩廣總督。全名為「總督兩廣等處地方提督軍務、糧饟兼巡撫事」的該官職，是兼轄廣西地區的廣東、廣西兩省之最高統治者，亦為清朝封疆大吏之一。 

## 延伸阅读
[在维基数据编辑]
 《清史稿·卷337》，出自趙爾巽《清史稿》

| 前任： 德文   | 福建分巡台灣道 1758年上任             | 繼任： 覺羅四明 |
| 前任： 楊廷璋 | 兩廣總督 1777年2月25日－1778年3月19日 | 繼任： 桂林     |